# Целзијусова библиотека
Целзијусова библиотека (грч. Βιβλιοθηκη του Κελσου) је староримска грађевина  у древном граду Ефесу, који се данас налази у близини града Селчука, у провинцији Измир, у западној Турској (Анадолија). Била је једна од најимпресивнијих грађевина Римског царства, а данас је једна од најпознатијих и најпопуларнијих археолошких атракција из те епохе. Сматра се да је могла да ускладишти 12 000 свитака, те да је била трећа по величини библиотека античког света, одмах иза Александријске и Пергамске библиотеке.
Библиотека  је подигнута у част преминулог бившег проконзула (гувернера) римске провинције Азије - Тиберија Јулија Целзијуса Полемејана, али и да служи становницима Ефеса, јер се у староримској култури од богатих и привилегованих очекивало да делују као доброчинитељи и користе своје богатство за веће добро заједнице. Осим  библиотеке, имала је и улогу маузолеја илити хероона, будући да се у њеној крипти налазио Целзијусов саркофаг са ковчегом. За римску културу је било јако необично да неко буде сахрањен у библиотеци, или чак у оквиру града, па је ово била посебна част за Целзијуса, чиме се признаје његова улога истакнутог јавног званичника. Библиотека је, према томе, била прикладан споменик и место за сахрану једног од Ефешких великана.
Целзијусова библиотека била је једна од првих грађевина ископаних и реконструисаних из рушевина Ефеса. Данас је најбоље очувана римска библиотека, а њена грађевина се сматра архитектонским чудом.

## Историја

### Оснивање
Ефес је некада био важан лучки град у грчком свету, а затим у Римском царству, као и у раном хришћанству. Смештен на обали Егејског мора, град је био у центру трговачких путева и служио је као мост између истока и запада.
Библиотеку је 114. године наручио римски суфект конзул Тиберије Јулије Аквила Полемејан (70—75 – пре 120. године), као спомен на свог оца, богатог Тиберија Јулија Целзијуса Полемејана (око 45 – око 114. године), који је умро у седамдесетој години живота.
Целзијус је имао успешну војну и политичку каријеру. Био је грчког порекла, из богате племићке породице, родом из Сарда или Ефеса. 68. године нове ере био је трибун (командант) римске легије која је стала на страну римске војске и 69. године прогласила Веспазијана за цара. Заузврат, Веспазијан га је именовао за сенатора 70. године. Један је од првих Грка који је постао римски сенатор. Био је суфект конзул у Риму од 92. године, где је управљао  јавним зградама и грађевинским одборима, и проконзул римске провинције Азије (данашња Турска) од 106 до 107. године, за време Трајанове владавине.  На крају каријере се повукао и вратио у свој дом у Ефесу. Умро је вероватно пре 114. године, а новац за изградњу библиотеке завештао је тестаментом. Аквила је умро пре завршетка библиотеке, а други богати Ефежанин, Тиберије Клаудије Аристион, постаје извршилац Целзијусовог тестамента и преузима градњу, довршивши је око 135. године.
Већина података које данас имамо заснива се на натписима на самој библиотеци. Делимично поломљен натпис, тик уз улазна врата на источној фасади, гласи: „За проконзула Азије, Тиберија Јулија Целзијуса Полемејана, његов син конзул је својим богатством наручио зграду Целзијусове библиотеке, све њене украсе и уметничка дела и књиге. Завештао је 25 000 денара за очување библиотеке и куповину књига, као почетак“.

### Судбина библиотеке
У 1. веку нове ере, Ефес постаје најважнији центар раних хришћана у Азији. Апостол Павле се обраћао народу у градском позоришту, а јеванђелиста Јован је вероватно тамо провео своје последње године. Библиотека и хришћанство су били тесно повезани јер је нова религија подржавала писану реч, у виду светих текстова и коментара, што је било у изразитој супротности са старијим паганским обредима и ритуалима који су се обично преносили усменим путем.
Године 262. н.е. библиотека је уништена у пожару током готске инвазије. Постоје супротстављени извештаји о томе да ли је пожар био последица земљотреса или самих готских освајања. Међутим, фасада је преживела, а библиотека је поправљена крајем 4. века, када је испред улазног степеништа  додата мала фонтана. Ефес је остао важан хришћански град и у касној антици када је био домаћин Трећег васељенског сабора  431. године, а средином 6. века је добио и велику нову базилику. У 10. или 11. веку, земљотрес је изазвао коначно урушавање фасаде.
Аустријски археолози, почев од Ота Бендорфа (1838—1907), ископавали су Ефес од краја 19. века. Библиотека је ископана 1904. године и откривен је Целзијусов саркофаг. Темељи који се још увек виде испред ње сугеришу да је имала четири пара стубова.  Уз помоћ фрагмената откривених током ископавања, делимично је реконструисана. Библиотеку су рестаурирали 1970-1978. године археолог Волкер Михаел Строцка и архитекта Фридмунд Хубер. Поступком анастилозе, фасада је успешно обновљена. Уградили су оригинално камење пронађено на локалитету, копије архитектонских елемената који су пренети у разне музеје, као и неке нове стубове и армирани бетон ради стабилности конструкције. Велике статуе са фасаде зграде су након открића однете у Беч и данас су замењене верним копијама. Одсутни фрагменти морали су да се замене копијама или су њихова места остављена празна. Обновљена је само фасада, док остатак зграде још увек остаје у рушевинама.  Ипак, реконструисана библиотека представља тренутно најбоље очувану античку библиотеку грчко-римског света.
Између 1978. и 1985. године вршена су ископавања на тргу где се налазила библиотека, под надзором Вернера Јобста. На основу угравираног путоказа на мермерном уличном путу који приказује леву ногу и цифру жене, утврђено је да је са леве стране улице, директно преко пута ове библиотеке био градски бордел.

## Архитектура
Библиотеку је пројектовао римски архитекта Витруоја, и типична је за архитектонски стил који је преовладавао за време владавине цара Хадријана (76-138. године) и одражава утицај грчког стила на римску архитектуру, која је тада достигла свој врхунац.
Библиотека се налазила на углу улице Куретес и Мермерног пута, јужно од Тетрагонос (комерцијалне) агоре у центру града. Иако је саграђена на уској парцели између постојећих зграда, њен дизајн ствара ефекат монументалне величине. Изграђена је на два спрата, укупне висине од 17 метара и ширине од 21 метара. До саме грађевине се долази помоћу платформе од девет степеница. Сачувана мермерна фасада богато је украшена ботаничким рељефним резбаријама и портретним статуама, и има два спрата. Ова врста фасаде, са стубовима, капителима, уметнутим рамовима и нишама за статуе, подсећа на античка грчка позоришта и зато се описује као „сценографска“. 
Четири пара мермерних композитних стубова на постољима окружују улазе. Изнад њих се протеже богата ентаблатура, а након ње следе три пара коринтских стубова који уоквирују прозоре. Стубови горњег спрата су краћи и тањи од оних на доњем, те су и на већем растојању. Крунисани су нешто тањом ентаблатуром од приземља, изнад које се налазе три забата: централни пар стубова пружа ослонац троугластом забату, док се на два спољна пара ослања полукружни тимпан. Осовине стубова су направљене од  мермера боје меда из Синаде у унутрашњој Анадолији, а остали комади од белог ефеског мермера.  Између улазних портала на доњем нивоу, стубови уоквирују четири едикуле које заклањају богато украшене зидне нише са статуама женских персонификација врлина: Софија (мудрост), Епистеме (знање), Еноја (интелигенција) и Арете (изврсност).
Између стубова и ниша са статуама, налазила су се три улазна отвора са богато украшеним оквирима, при чему су централна врата била виша и шира, а изнад сваког портала се налазио и по један прозор: мали изнад средњег улаза, и већи изнад сваког од бочних улаза.  Уз главно степениште су се налазила два натписа, један на грчком, а други на латинском, описујући живот Целзијуса и служећи тако и Римљанима и Грцима свих класа писмености. На вратима се налази и хеленистички свитак са римским симболом, што потврђује постојање интеракције између ове две културе.
Унутрашњост објекта, која тек треба да буде рестаурирана, састојала се од само  једне правоугаоне просторије величине 16,72 м х 10,92 м што је чинило око 180 квадратних метара површине, а била је поплочана декорисаним мермером. Део западног зида формира апсиду. Испод пода, у близини апсидалног зида, налазила се крипта са Целзијусовим украшеним мермерним саркофагом. Дворана је била оријентисана према истоку - према јутарњем сунцу, како је Витрувије саветовао, да би користила онима који рано устају. Служила је као читаоница. Три стране су биле опремљене правоугаоним удубљењима (нишама), на два или три нивоа, са полицама за складиштење свитака. Укупно је било тридесет ниша у дворани, димензија 2,8 м х 1 м х 0,5 м. Захваљујући овим нишама које окружују главну дворану, настала је двоспратна галерија. Између спољашњег и унутрашњег зида постојао је простор од око 1 м да би се књиге заштитиле од влаге. Чини се да је овај простор служио за степенице које воде на горњи ниво, али и додају структурну подршку грађевини.

Упркос изгледу фасаде, у унутрашњости није било другог спрата, али је на горњем нивоу постојала галерија са ограђеним балконом, омогућавајући приступ нишама са књигама на вишег нивоу, до којих се могло доћи помоћу низа степеница уграђених у зидове. Галерија је гледала на главни приземни ниво централне дворане, стварајући снажан унутрашњи просторни ефекат. Плафон је био раван, али се сматра да је можда поседовао централни окулус који би  обезбеђивао више природног светла и боље услове за посетиоце библиотеке.
- Архитектонски детаљи грађевине
- Архитектонски елементи фасаде
- Стубови и ентаблатура на улазу у грађевину
- Полукружни забат на горњем нивоу фасаде
- Троугласти забат на другом нивоу фасаде
- Касетирана таваница на улазу
- Основа Целзијусове библиотеке

### Перспективне илузије
Фасаду, као и целу зграду, римски архитекта је паметно дизајнирао тако да изгледа шире него што заправо јесте, при чему се послужио грчком техником лажне перспективе.  Наиме, овај оптички трик је постигнут тако што је подијум био благо конвексан, а доњи централни стубови  дужи од спољашњих, јер су им постоља  нижа и равнија, док су постоља спољних стубова виша. Са капителима  је ситуација била обрнута: бочни капители су били нешто мањи од оних у средини зграде. Међутим, распоред архитектонских елемената даје илузију да су сви стубови идентични, те да су на већем међусобном растојању него што су у реалности.
Током припрема за реконструкцију, Фридмунд Хубер је уочио да фасада има тзв. “закривљеност”, што значи да се хоризонтални спојеви  грађевине благо “уздижу” ка средини, и то не само дуж зидних темеља, већ кроз све слојеве до ентаблатуре улаза. Само две средње ентаблатуре на улазу су паралелне, док су две спољне постављене благо укосо, као да се фасада “надима”, што појачава ефекат моћне пластичности. Гледајући издалека, овакав распоред доводи до једног оптичког феномена који производи илузију постојања савршено равне линије.

## Фонд библиотеке
Врло мало се зна о Целзијусовој библиотеци иако је била једна од највећих библиотека у античком свету. Не знамо са сигурношћу њен садржај нити администрацију. Ипак, њено постојање нам указује на то да су јавне библиотеке грађене не само у самом Риму већ и широм Римског царства. Процене о величини библиотечке колекције увелико варирају. Џонсон сматра да има 9500 свитака, а Лајонел Касон, међутим, процењује само 3000 свитака.  Ако се узме средња вредност, колекција би износила око 5000 свитака. Неке процене иду и до 23 000 свитака, ако би се урачунало и присуство књига на другом нивоу, за шта још увек нису пронађени докази. Као оквирна вредност се често узима износ од 12 000 свитака. Додатни свици су можда били држани у самостојећим кутијама за књиге постављеним по просторији, у ком случају би библиотека имала капацитет до шеснаест хиљада свитака. Нажалост, ниједан од њих није преживео уништење библиотеке 262. године.
Главни ниво је функционисао као читаоница, која је била осветљена  природном светлошћу источних прозора. Дуж зидова су се налазиле нише са полицама или армаријама (лат. armaria), у којима су били смештени папирусни свици књига. Посетиоци су могли да их читају, иако је  позајмљивање вертоватно било дозвољено само неколицини привилегованих, јер су копије књига биле ретке и захтевне за израду. Да би се смањила влажност (што би оштетило драгоцене текстове у библиотеци)  и створила стабилнија унутрашња температура, унутар зидова су постојале и празне нише.

Из једног натписа знамо да је у непосредној близини библиотеке  била зграда судства  (лат. auditorium), што значи да је Целзијусова библиотека  морала бити, не само књижевно-филозофска збирка књига за реторичаре и естете, већ и правни архив. Међутим, ову важну функцију имала је мање од 150 година.

## Уметност
Дуж фасадног зида на улазу, четири нише садрже женске статуе које представљају четири врлине: мудрост (грч. sophia), знање (грч. еpisteme), мисао (грч. еnnoia) и изврсност (грч. arete). Присуство ових фигура симболично представља четири квалитета које је поседовао човек коме је зграда посвећена, као и оне врлине које сам посетилац може да негује у себи користећи фонд библиотеке. Статуе су данас изложене у Музеју Ефеса у Бечу, док су у самој фасади смештени њихови гипсани одливци.
Целзијусова статуа са прсним оклопом била је једна од три статуе ктитора библиотеке које су се налазиле на другом нивоу галерије. Била је смештена у централној ниши, а приказује човека са снажном вилицом, коврџавом косом и уредном брадом - хеленизираним портретним цртама које одражавају стилске изборе саме фасаде. Стил имитира особине хадријанског царског портрета, што наводи на закључак да је статуа извајана не само након  Целзијусове смрти, него и након смрти његовог сина Аквиле. Ова скулптура је сада  изложена у Археолошком музеју у Истанбулу. Неки истраживачи сматрају да ова статуа заправо представља Целзијусовог сина Аквилу, или чак и самог цара Хадријана.

Целзијусов саркофаг се и данас налази у библиотеци, али нажалост није доступан посетиоцима. Мермерни саркофаг је био богато украшен рељефним фигурама Нике и Ероса, розетама и венцима. Унутар њега је био смештен оловни ковчег са Целзијусовим посмртним остацима.
- Уметнички детаљи
- Статуа Софије, грчке персонификације мудрости
- Статуа Епистеме, грчке персонификације знања
- Статуа Арете, грчке персонификације врлине
- Декорација фасаде
- Мермерна статуа Целзијуса, данас у Археолошком музеју у Истанбулу

## Библиотека данас
Фасада библиотеке је била приказана на полеђини турске комеморативне новчанице од 20 милиона лира из 2001–2005. године  и нове новчанице од 20 лира из 2005–2009. године.  

Након земљотреса на Егејском мору 20. октобра 2020. године, тестиране су перформансе реконструисане библиотеке, која се добро показала у погледу сеизмичког понашања и интеракције између суседних зидова и фасаде. Данас је Ефес део Унескове светске баштине, те са њим и Целзијусова библиотека.